# Тархунт
Тархунт (Тархун) — хеттский бог грозы. В других языках Анатолии носил имя Taru (хаттский), Tarḫu(wa)nt(a)- (лувийский), DEUS TONITRUS (передача лувийских иероглифов), Zaparwa (палайский), Trqqas / Trqqiz (ликийский) и Trquδe (дат. п.) (карийский).
Его эквивалентами в Месопотамии были Адад (шумерский), Адад / Хадад (аккадский и Тешуб (хурритский).

## Функции
Тархунт является богом грозы, отвечающим за различные погодные явления, такие как гром, молния, гроза, дождь, облака и бури. Кроме того, он управляет небом и горами. Поскольку именно Тархунт решает, будет урожай или засуха и голод, он стоит во главе хеттского пантеона.
Бог Тархунт давал хеттскому царю место «управляющего» страной Хатти от имени богов. Помимо царской власти, в его ведении находятся другие государственные институты и прохождение границ и дорог.

## Семья
Тархунт — супруг богини солнца Аринны. Их дети — боги Телепину и Каммамма, богини Мецулла и Инара, а также боги грозы городов Циппаланда и Нерик.

## Изображения
Тархунт был верховным божеством хеттов и в святилище на скале в Язылыкае возглавлял мужские божества. Он описывается как бородатый мужчина в островерхом колпаке и со скипетром, стоящий на согбенных богах гор Намни и Хацци. Он держит связку из трёх молний в руке. На барельефе из Ивриза изображён Тархунт в двойной рогатой короне, туфлях с длинным узким носом, с колосьями зерна и гроздьями винограда. Более поздние изображения показывают его с боевым топором в форме тесла.

## Почитание в поздние эпохи
В железном веке Тархунт в новохеттских царствах почитался под именем Тархунца. Ликийцы знали его под именем Trqqas/Trqqiz. В карийской жертвенной формуле зафиксирована форма trquδe «Тархунту». Даже ещё в римское время в южной Анатолии засвидетельствовано личное имя Трокондас, восходящее к Тархунту.